# Marano Equo
Marano Equo – miejscowość i gmina we Włoszech, w regionie Lacjum, w prowincji Rzym.
Według danych na rok 2004 gminę zamieszkiwało 715 osób, 102,1 os./km².